# Denis Istomin
Denis Olegovich Istomin (ur. 7 września 1986 w Orenburgu) – uzbecki tenisista, reprezentant w Pucharze Davisa, olimpijczyk z Londynu (2012) i Rio de Janeiro (2016).

## Kariera tenisowa
Istomin jest tenisistą praworęcznym, wykonującym oburęczny bekhend, a zawodowym tenisistą został w 2004 roku.
W grze pojedynczej wygrał 2 turnieje rangi ATP World Tour oraz przegrał 3 finały.
W grze podwójnej Istomin zwyciężył w 3 turniejach kategorii ATP World Tour z 5 rozegranych finałów.
Od roku 2005 jest regularnym reprezentantem Uzbekistanu w Pucharze Davisa. Do końca roku 2016 rozegrał 68 meczów zarówno w singlu, jak i deblu, wygrywając 42.
W 2010 roku Istomin zdobył 2 srebrne medale igrzysk azjatyckich w Kantonie, w konkurencji singlowej i drużynowej. Brązowy medal w zawodach drużynowych Uzbek wywalczył 4 lata później w Inczonie. W 2018 roku w Palembangu wywalczył złoto w grze pojedynczej.
W 2012 roku zagrał na igrzyskach olimpijskich w Londynie, dochodząc do 3 rundy rywalizacji singlowej. Podczas igrzysk olimpijskich w Rio de Janeiro (2016) przegrał w 1 rundzie zawodów singlowych.
W rankingu gry pojedynczej Istomin najwyżej był na 33. miejscu (13 sierpnia 2012), a w klasyfikacji gry podwójnej na 59. pozycji (8 października 2012).

### Finały w turniejach ATP World Tour
| Legenda                     |
| Wielki Szlem                |
| ATP World Tour Finals       |
| ATP World Tour Masters 1000 |
| Igrzyska olimpijskie        |
| ATP World Tour 500          |
| ATP World Tour 250          |

#### Gra pojedyncza (2–3)
| Końcowy wynik | Nr | Data                | Turniej    | Nawierzchnia  | Przeciwnik        | Wynik finału   |
| ------------- | -- | ------------------- | ---------- | ------------- | ----------------- | -------------- |
| Finalista     | 1. | 29 sierpnia 2010    | New Haven  | Twarda        | Serhij Stachowski | 6:3, 3:6, 4:6  |
| Finalista     | 2. | 19 lutego 2012      | San José   | Twarda (hala) | Milos Raonic      | 6:7(3), 2:6    |
| Zwycięzca     | 1. | 27 czerwca 2015     | Nottingham | Trawiasta     | Sam Querrey       | 7:6(1), 7:6(6) |
| Zwycięzca     | 2. | 1 października 2017 | Chengdu    | Twarda        | Markos Pagdatis   | 3:2 krecz      |
| Finalista     | 3. | 4 sierpnia 2018     | Kitzbühel  | Ceglana       | Martin Kližan     | 2:6, 2:6       |

#### Gra podwójna (3–2)
| Końcowy wynik | Nr | Data                 | Turniej     | Nawierzchnia  | Partner            | Przeciwnicy                        | Wynik finału    |
| ------------- | -- | -------------------- | ----------- | ------------- | ------------------ | ---------------------------------- | --------------- |
| Finalista     | 1. | 7 października 2012  | Pekin       | Twarda        | Carlos Berlocq     | Bob Bryan Mike Bryan               | 3:6, 2:6        |
| Finalista     | 2. | 22 września 2013     | Petersburg  | Twarda (hala) | Dominic Inglot     | David Marrero Fernando Verdasco    | 6:7(6), 3:6     |
| Zwycięzca     | 1. | 20 października 2013 | Moskwa      | Twarda (hala) | Michaił Jełgin     | Ken Skupski Neal Skupski           | 6:2, 1:6, 14–12 |
| Zwycięzca     | 2. | 9 lutego 2014        | Montpellier | Twarda (hala) | Nikołaj Dawydienko | Marc Gicquel Nicolas Mahut         | 6:4, 1:6, 10–7  |
| Zwycięzca     | 3. | 2 sierpnia 2015      | Gstaad      | Ceglana       | Alaksandr Bury     | Oliver Marach Aisam-ul-Haq Qureshi | 3:6, 6:2, 10–5  |